# Kalanchoe longiflora
Kalanchoe longiflora ist eine Pflanzenart der Gattung Kalanchoe in der Familie der Dickblattgewächse (Crassulaceae).

## Beschreibung

### Vegetative Merkmale
Kalanchoe longiflora ist eine ausdauernde, vollständig kahle, lockere, sukkulente Pflanze, die Wuchshöhen von bis zu 40 Zentimeter erreicht. Die vierkantige, kräftigen Triebe sind aufrecht mit niederliegend-aufrechten Zweigen. Die Laubblätter sind sitzend bis kurz gestielt. Der stängelumfassende Blattstiel ist 1 bis 15 Millimeter lang. Die graugrüne und dichte bereifte oder grüne und rotpurpurfarben gerandete bis vollständig rotviolette Blattspreite ist eiförmig-länglich, verkehrt eiförmig bis fast kreisrund. Sie ist 4 bis 8 Zentimeter lang und 3 bis 8 Zentimeter breit. Ihre Spitze ist stumpf bis gerundet, die Basis keilförmig. Der Blattrand ist im unteren Teil ganzrandig, im oberen gekerbt oder er weist wenige gerundete napfartige Zähne auf.

### Generative Merkmale
Der vielblütige Blütenstand sind Ebensträuße. Die aufrechten Blüten stehen 1 bis 2 Millimeter langen Blütenstielen. Ihr grüner Kelch ist rotviolett getönt. Die Kelchröhre ist etwa 1 Millimeter lang. Die schmal dreieckigen, zugespitzten Kelchzipfel sind 2 bis 3 Millimeter lang. Die grüne, gelblich grüne, gelbe bis orangefarbene Kronröhre ist verlängert ampullenförmig bis fast zylindrisch-vierkantig und 11 bis 17 Millimeter lang. Ihre eiförmigen bis lanzettlich stumpfen Kronzipfel weisen eine Länge von 2 bis 4,5 Millimeter auf und sind 2 bis 3 Millimeter breit. Die Staubblätter sind oberhalb der Mitte der Kronröhre angeheftet und ragen nicht aus der Blüte heraus. Die eiförmig-runden Staubbeutel sind 0,7 bis 1,2 Millimeter lang. Die linealischen, stumpfen Nektarschüppchen weisen eine Länge von 3 bis 4 Millimeter auf und sind etwa 0,4 Millimeter breit. Das eiförmig-lanzettliche Fruchtblatt weist eine Länge von 11 bis 13 Millimeter auf. Der Griffel ist etwa 6 Millimeter lang.
Die Samen erreichen eine Länge von etwa 0,8 Millimeter.

## Systematik und Verbreitung
Kalanchoe longiflora ist in der südafrikanischen Provinz KwaZulu-Natal auf Felsen verbreitet.
Die Erstbeschreibung durch Rudolf Schlechter wurde 1903 veröffentlicht.

## Nachweise